# Insecteneters
Insecteneters (Eulipotyphla) zijn een orde van zoogdieren die tegenwoordig de families der egels, mollen, spitsmuizen, solenodons en Nesophontidae omvat, naast een aantal fossiele, uitgestorven families.

## Taxonomie
Vroeger omvatte deze orde (toen nog Insectivora genoemd) ook de toepaja's, huidvliegers, springspitsmuizen, tenreks en goudmollen. Tijdens de tweede helft van de 20e eeuw werd echter duidelijk dat de eerste drie groepen geen nauwe verwantschap hebben met de andere insecteneters, en in de laatste jaren van de 20e eeuw werden de tenreks en goudmollen op basis van genetische gegevens samen in de orde Afrosoricida binnen de Afrotheria geplaatst. Ook de genetische integriteit van de overgebleven groep was echter omstreden; volgens sommige genetische studies waren de egels de zustergroep van alle andere placentadieren. Om deze reden werden in de derde editie van het standaardwerk Mammal Species of the World (2005) de egels in een aparte orde (Erinaceomorpha) tegenover de mollen, spitsmuizen, solenodons en Nesophontidae (Soricomorpha) geplaatst. Later genetisch onderzoek weersprak de speciale status van de egels echter en toonde aan dat er een nauwere verwantschap tussen spitsmuizen en egels dan tussen spitsmuizen en mollen bestaat; om deze reden worden de beide groepen nu samen in de orde Eulipotyphla geplaatst. De orde omvat daarmee de volgende recente families:
- Spitsmuizen (Soricidae)
- Mollen (Talpidae)
- Egels (Erinaceidae)
- Solenodons (Solenodontidae)
- Nesophontidae

Er bestaat geen indeling die met de genetische gegevens in overeenstemming is en de fossiele families ook opneemt. In het standaardwerk Classification of Mammals (1997) van Malcolm C. McKenna en Susan K. Bell worden de insecteneters als volgt ingedeeld:
- Grandorde Lipotyphla
  - Familie Adapisoriculidae (uitgestorven)
  - Orde Chrysochloridea (tegenwoordig niet meer in de Eulipotyphla geplaatst)
    - Familie Chrysochloridae (goudmollen)

  - Orde Erinaceomorpha
    - Familie Sespedectidae (uitgestorven)
    - Familie Amphilemuridae (uitgestorven)
    - Familie Adapisoricidae (uitgestorven)
    - Familie Creotarsidae (uitgestorven)
    - Superfamilie Erinaceoidea
      - Familie Erinaceidae (egels)

    - Superfamilie Talpoidea
      - Familie Proscalopidae (uitgestorven)
      - Familie Talpidae (mollen)
      - Familie Dimylidae (uitgestorven)

  - Orde Soricomorpha
    - Familie Otlestidae (uitgestorven)
    - Familie Geolabididae (uitgestorven)
    - Superfamilie Soricoidea
      - Familie Nesophontidae (uitgestorven)
      - Familie Micropternodontidae (uitgestorven)
      - Familie Apternodontidae (uitgestorven)
      - Familie Solenodontidae (solenodons)
      - Familie Plesiosoricidae (uitgestorven)
      - Familie Nyctitheriidae (uitgestorven)
      - Familie Soricidae (spitsmuizen)

    - Superfamilie Tenrecoidea (tegenwoordig niet meer in de Eulipotyphla geplaatst)
      - Familie Tenrecidae (tenreks)